# 平野長暁
平野 長暁（ひらの ながあき、元禄4年（1691年）- 延享元年1月8日（1744年2月21日））は、大和交代寄合表御衆田原本5代領主。平野長悳の三男で、平野長英の養子となった。正室は増山正弥の娘照。通称長次郎、九郎兵衛、権平。娘に平野長里室。
実父の平野長悳は江戸幕府旗本。藩祖の平野長泰の弟で旗本となった長重の孫が長悳であり、長暁は長悳の三男であった。平野本家は3代目に他家から養子を迎える形で存続しており、長暁の養子入りにより平野氏の男系子孫が藩主として復帰したことになる。
享保5年（1720年）10月に遺領を相続した。元文元年より、朔望佳節の拝賀先従となり、江戸定府となる。男子後継者に恵まれず、養父の子の長賢を養子としたが、元文5年（1740年）1月24日、22歳で没し、内田正偏の次男正盛を娘婿とし長隆（のちに長里）と名乗らせ、寛保3年（1743年）4月3日に到仕し、跡を継がせた。延享元年に54歳で没した。